# Arichanna sordida
Arichanna sordida là một loài bướm đêm trong họ Geometridae.